# Архиреев, Евгений Петрович
Евгений Петрович Архиреев (26 октября 1935, Муром, Горьковский край — 30 апреля 1986, Муром, Владимирская область) — советский и российский художник, живописец, колорист, пейзажист второй половины XX века. Картины Е. П. Архиреева находятся в собрании Муромского историко-художественного музея и частных коллекциях.

## Биография
Родился 26 октября 1935 года в Муроме, в семье глухих. Род Архиреевых происходит из Костромской земли. Родной дед Евгения по линии отца — Кузьма служил иконописным мастером при архиерее в селе Кологриве Костромской области. Отец Петр Кузьмич Архиреев был фотографом и мастером художественной ретуши. Мать Клавдия Смольянинова происходила из семьи муромских купцов и была заботливой домохозяйкой.
Ранний период творчества Архиреева мало известен и связан с обучением в Ярославском художественном училище (1949—1955 гг.). В возрасте 14 лет, после окончания семи классов общеобразовательной школы, Евгений приезжает из Мурома в Ярославль. Именно здесь, поступив на живописно-педагогическое отделение, он получает первоначальное художественное образование.
В 1955 году Евгений Архиреев возвращается во Владимирскую область, в родной город Муром и преподает в школах черчение и рисование. Молодой художник погружается в живую культурную атмосферу города и начинает активную творческую деятельность. Мимолетные реальные впечатления художника на пленэре служат источником вдохновения и лежат в основе пейзажей. Архиреев создает картины естественной жизни провинциального города, его особой атмосферы: от городской суеты центральных улиц до тихих дворов старых домов, от величественной красоты архитектурных памятников до умиротворяющей тишины окрестностей.

В годы работы художником-оформителем на муромском заводе радиоизмерительных приборов (РИП, 1959−1963) Евгений Архиреев разрабатывает эмблемы, значки, плакаты и участвует в оформлении здания школы рабочей молодежи (соавтор С. Канов). Деятельность в области прикладной графики расширяет его понимание пространственного мышления и пластической организации изобразительной плоскости. Цвет, линия, пятно приобретают композиционные свойства.

Осень. 1964 г. Бумага, холст, масло. 54 х 67,5 см

Новый творческий этап художника связан с работой во Дворце культуры имени 1100-летия города Мурома (в 2022 г. переименован в Муромский городской театр) (1963−1967). Для спектаклей он создает театральные декорации и эскизы костюмов. С 1967 года Евгений Архиреев продолжает свою творческую деятельность в городской художественной мастерской в Окском парке. Евгений продолжает экспериментировать и открывает для себя новое направление — художественная чеканка. Он профессионально осваивает технологически сложный, трудоемкий процесс выколотки металла. Вдохновляясь древнерусским искусством, фольклором и узорами старинных изразцов Троицкого собора, он разрабатывает эскизы печатных пряников набора «Русский» для серии муромских сувениров. Художник много экспериментирует и ставит перед собой новые сложные задачи.
Особое место в творчестве Евгения Архиреева занимает монументально-декоративное искусство. Присоединившись к числу сотрудников Художественного фонда при Владимирском отделении Союза художников (1971), он постигает принцип единства монументально-декоративного произведения с архитектурным пространством, осваивает разнообразные техники и изучает особенности материалов. На одном дыхании, от эскиза до воплощения проектов в материале, созданы мозаичные панно «Илья Муромец» для кинотеатра имени 30-летия Победы (Архиреев Е. П., Левин М. К., 1974) и «Развитие железнодорожного транспорта в России» для локомотивного депо Мурома (Архиреев Е. П., Абрамов Н. Н., 1979—1980). В дальнейшем, в технике резьбы по гипсу выполнена композиция «Русские потешки» для оформления банкетного зала ресторана «Волна»(Архиреев Е. П., Абрамов Н. Н., 1980—1981) и художественная роспись «Древний Муром» в гостинице «Русь» (Архиреев Е. П., Абрамов Н. Н., 1984—1985). Проекты отражают не только глубокий интерес художника к древнерусскому искусству, но и стремление к осмыслению национальных традиций в контексте современности. Эти работы оказали определенное влияние на формирование художественного облика городской среды Мурома того времени.
В 1980-е годы творчество Евгения Архиреева достигает вершины, приобретает цельность и завершенность, внутреннюю наполненность, философскую глубину, монументальность и символическое звучание. В них появляется мотив преображения — соприкосновения с вечностью. Это время создания лучших по своей глубине и проникновенности работ.
Умер в 1986 году в Муроме, похоронен на Вербовском кладбище.

## Творчество

Муром. Летний день. 1983 г.Бумага, картон, масло 73 х 92 см

Евгений Петрович Архиреев — художник, колорист, великолепно владеющий цветовым и линейным ритмом, чье творчество поражает щедростью красок и выразительностью композиционных решений. Его жизнь неразрывно связана с русским городом Муром на реке Оке с удивительной природой, древними архитектурными памятниками и тихой размеренной провинциальной жизнью. Он представляет цельное и яркое явление в художественной жизни города второй половины XX века. Большое значение в сложении творческой личности имеет не только его одаренность, но и огромная работоспособность. Множество картин, эскизов, этюдов, рисунков убедительно говорят о постоянном стремлении художника развиваться и совершенствоваться. Для Евгения Архиреева характерна широта творческих интересов. Он работает в самых разнообразных жанрах станковой и монументальной живописи, занимается чеканкой, прикладной графикой, театральными декорациями и эскизами костюмов, участвует в оформлении интерьеров, создании мозаичных панно и фресок.
Наследие Евгения Петровича Архиреева насчитывает около 250 живописных картин и этюдов; 50 графических работ и набросков; 10-ти работ в технике чеканка и 30 произведений прикладной графики. Основная часть коллекции произведений художника хранится в семье его дочери, Светланы Мымриной (Архиреевой), несколько работ находятся в собрании Муромского историко-художественного музея, в Муромской художественной школе имени И. С. Куликова, а также в других частных собраниях.

## Выставки
- Выставка произведений художников, посвященная 1100-летию города Мурома г. Муром, 1962 г.
- Областная художественная выставка, г. Владимир, 1964 г.
- Выставка работ художников Владимирской области «Юбилею Комсомола посвящается», г. Владимир, 1968 г.
- Областная художественная выставка, г. Владимир, 1968 г.
- Городская выставка произведений муромских художников, г. Муром, 1970 г.
- Городская выставка произведений муромских художников, г. Муром, 1972 г.
- Областная художественная выставка, г. Владимир, 1973 г.
- Выставки произведений муромских художников, посвященная 30-летней годовщине Победы советского народа в ВОВ (1941−1945),* г. Муром, 1975 г.
- Городская выставка произведений муромских художников, г. Муром, 1976 г.
- 29-я Городская выставка произведений муромских художников, г. Муром, 1977 г.
- Персональная выставка Е. П. Архиреева. 96 живописных работ, 23 графических листа, 13 работ в технике чеканка. Дом культуры, пос. Вербовский г. Муром, 1978 г.
- 30-я Юбилейная выставка (1919−1979) муромских художников, г. Муром, 1979 г.
- 5-я Зональная художественная выставка «Художники Нечерноземья», г. Рязань, 1980 г.
- Областная художественная выставка, посвященная 110-й годовщине со дня рождения В. И. Ленина, г. Владимир, 1981 г.
- 31-я Городская выставка произведений муромских художников, посвященная 60-летию образования СССР, г. Муром, 1982 г.
- Областная художественная выставка, посвященная 875-летию г. Владимира, г. Владимир, 1983 г.
- Городская выставка произведений муромских художников, посвященная 40-летию Великой Победы, г. Муром, 1985 г.

Выставки после 1986
- Городская выставка работ молодых художников, посвященная светлой памяти художника Евгения Петровича Архиреева. Муромский филиал Владимиро-Суздальского музея-заповедника г. Муром, 1986 г.
- Персональная выставка Е. П. Архиреева Живопись, графика, декоративно-прикладное искусство. 117 живописных работ, 6 графических листов, 11 работ в технике чеканка. Муромский филиал Владимиро-Суздальского музея-заповедника, г. Муром, 1987 г.
- 33-я Городская выставка произведений муромских художников, посвященная 1125-летию г. Мурома. Муром, 1987 г.
- Выставка произведений преподавателей Суздальского-художественного реставрационного училища (СХРУ).Произведения Е. П. Архиреева экспонировались вместе с работами его дочери С. Е. Мымриной (Архиреевой), преподавателя СХРУ, г. Муром, 1999 г. (?)
- Персональная выставка С. Е. Мымриной (Архиреевой), посвященная памяти Е. П. Архиреева. Центр изобразительной пропаганды и искусства, г. Владимир, 2001 г.
- Городская выставка «Война и Мир глазами художников Мурома». Муромский историко-художественного музей. г. Муром, 2005 г.
- Выставка «Шел по городу художник», к празднованию 1150-летия г. Мурома. Муромский историко-художественного музей. г. Муром, 2012 г.
- Выставка живописи из частного собрания Е. А. Кротова. г. Муром, 2014 г.
- Выставка «Памяти художника Евгения Петровича Архиреева», посвященная 80-летию муромского живописца. Выставочный центр Муромского художественного музея, г. Муром, Октябрь-ноябрь 2015 г.

## Семья
- Римма Александровна Архиреева (в девичестве — Соколова, род. 06 июля 1936, Ярославль — 26.02.2019, Суздаль) — жена.
- Евгений Евгеньевич Архиреев (1954—2014) — сын.
- Артем Евгеньевич Архиреев — внук.
- Илья Евгеньевич Архиреев — внук, ювелир.
- Светлана Евгеньевна Мымрина[1] (в девичестве — Архиреева, род. 31 декабря 1960, Муром) — дочь, художник, член Союза художников России (2001), преподаватель Суздальского художественно-реставрационного училища.
- Евгения Владимировна Мымрина[2][3] — внучка, художник-реставратор высшей категории Всероссийского художественного научно-реставрационного центра им. акад. И. Э. Грабаря, член Союза художников России (2015).